# مورين أوكونور
مورين أوكونور (بالإنجليزية: Maureen O'Connor)‏ هي قاضية ومحامية أمريكية، ولدت في 7 أغسطس 1951 في واشنطن العاصمة في الولايات المتحدة.

## وصلات خارجية
- مورين أوكونور على موقع إن إن دي بي (الإنجليزية)